# 村上政敏
村上 政敏（むらかみ まさとし、1935年3月16日 - 2015年10月22日）は、日本の実業家。元日本広告審査機構理事長。時事通信社顧問。

## 経歴
1953年、兵庫県立北条高等学校を卒業。1957年、早稲田大学教育学部卒業。株式会社時事通信社入社。経済部長等を経て1996年同社代表取締役社長に就任。また、1999年から2002年にかけて株式会社電通取締役を兼務。2004年より日本広告審査機構理事長に就任。中央調査社会長、内外情勢調査会会長、政府税制調査会等、各種政府委員を歴任。
2001年9月にフランス共和国政府よりレジオンドヌール勲章を授与される。